# Mali Trnovac
Mali Trnovac (en serbe cyrillique : Мали Трновац ; en albanais : Tërnoci i Vogël) est un village de Serbie situé dans la municipalité de Bujanovac, district de Pčinja. En 2002, il comptait 343 habitants, dont 339 Albanais (98,83 %).
En septembre 2011, l'assemblée des députés albanais de Preševo, Bujanovac et Medveđa a incité les Albanais de Serbie à boycotter le recensement prévu pour le mois d'octobre de cette année-là ; de ce fait, aucun chiffre de population n'a été communiqué pour les localités de la municipalité de Bujanovac.

## Démographie
| 1948 | 1953 | 1961 | 1971 | 1981 | 1991 | 2002 |
| ---- | ---- | ---- | ---- | ---- | ---- | ---- |
| 533  | 299  | 326  | 467  | 482  | 550  | 343  |

|  |